# Spalangia drosophilae
Spalangia drosophilae is een vliesvleugelig insect uit de familie Pteromalidae. De wetenschappelijke naam is voor het eerst geldig gepubliceerd in 1887 door Ashmead.